# Bobby Lockwood

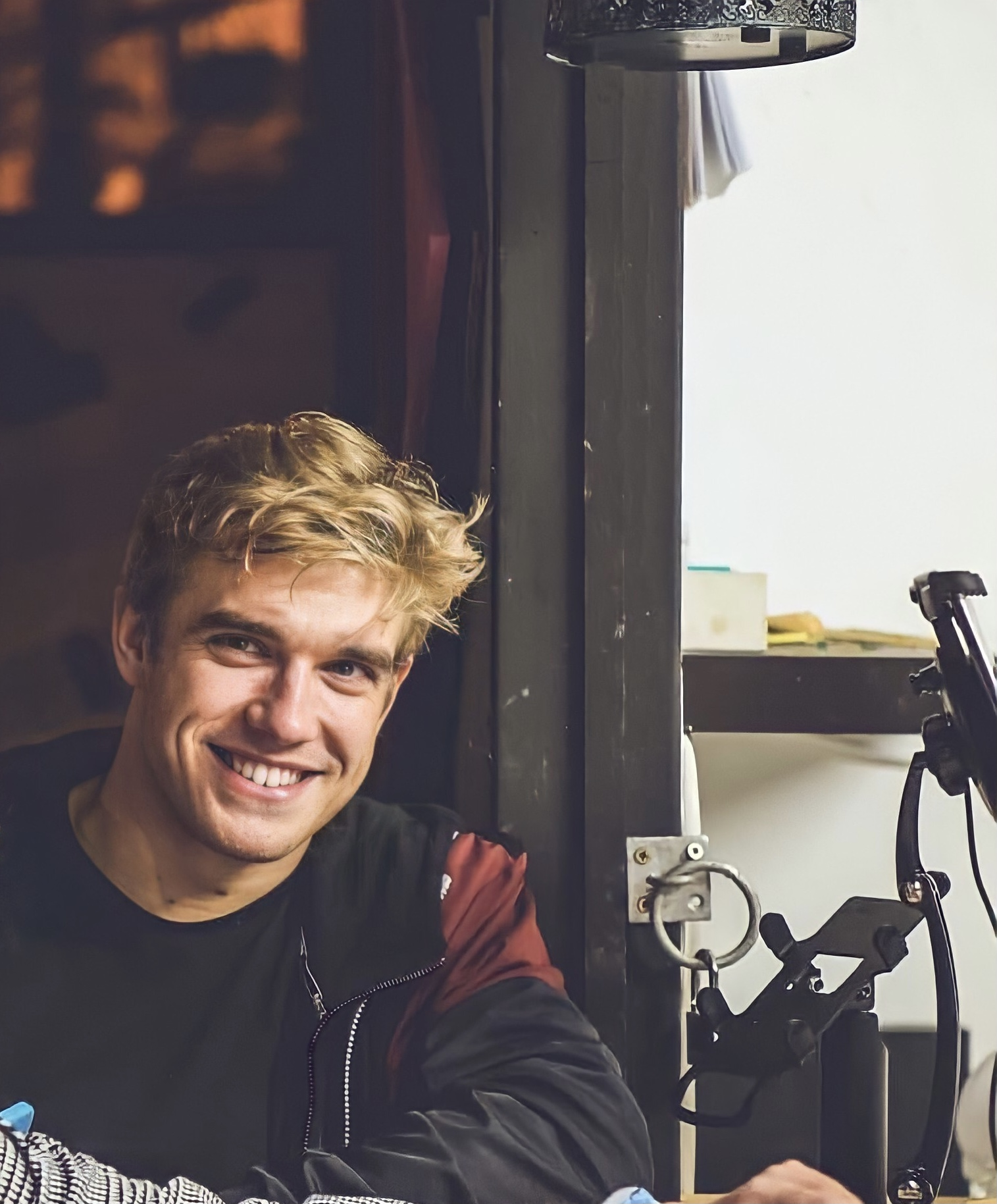
Bobby Lockwood

Bobby Leslie Lockwood (* 24. Mai 1993 in Basildon, Essex, England) ist ein britischer Schauspieler und Model.

## Leben
Lockwood besuchte das SEEVIC College in Essex. Danach begann er seine Modelkarriere, bevor er 2003 die Sprechrolle des Patch in 101 Dalmatiner Teil 2 – Auf kleinen Pfoten zum großen Star!. Danach war er in drei Folgen der Serie The Bill als Taylor Little zu sehen.
Seinen Durchbruch schaffte er 2011 durch die Rolle des Mick Campbell in der Mystery-Seifenoper House of Anubis, die auf der belgischen Erfolgsserie Het Huis Anubis basiert. Dort gehört er zur Hauptbesetzung. 2012 verließ er die Serie nach 72 Folgen, kehrte jedoch für die 150 Folge noch einmal zurück. 2012 erhielt er eine Hauptrolle als Rhydian in der CBBC-Serie Wolfblood – Verwandlung bei Vollmond; in dieser Serie wurde er für die ersten drei Staffeln eingesetzt.

## Filmografie
- 2003: 101 Dalmatiner Teil 2 – Auf kleinen Pfoten zum großen Star! (101 Dalmatians II: Patch’s London Adventure)
- 2006: The Bill (Fernsehserie, 3 Episoden)
- 2011–2012: House of Anubis (Fernsehserie, 66 Episoden)
- 2012–2014: Wolfblood – Verwandlung bei Vollmond (Wolfblood, Fernsehserie, 40 Episoden)
- 2015: Up All Night
- 2015: Lewis – Der Oxford Krimi (Lewis, Fernsehserie, Episoden 9x03–9x04)
- 2016: Honey 3
- 2018: Ransom (Fernsehserie, 1 Episode)
- 2021: Grantchester (Fernsehserie, 1 Episode)
- 2021: Casualty (Fernsehserie, 13 Episoden)